# Larry Thrasher
Larry Thrasher (* 1959) ist ein US-amerikanischer Musiker, der Elemente aus Industrial, Noise, Ambient und World Music verbindet. Bekannt ist er vor allem durch seine Qawwali-Gruppe Thrasher Qawwal von 1987 bis 1997 und seine Zusammenarbeit mit Genesis P-Orridge seit 1994 in dessen Projekten Psychic TV und Thee Majesty.

## Biografie
Thrasher ist in Kentucky aufgewachsen und hat als Kind Klavier und Gitarre gelernt. Bereits in den 1970er Jahren studierte er klassische Gitarre. Nach dem Studium war er kurzzeitig bei einer australischen Punkband namens Heroes, anschließend kam er nach Los Angeles und wandte sich der Percussion zu, wo er sich insbesondere orientalisch beeinflusst zeigte. Seine erste Veröffentlichung hatte Thrasher mit der Noise-Band Big Stab im Jahr 1984, mit der er binnen kurzer Zeit vier Alben einspielte.
Diese frühen Veröffentlichungen wurden vom Label Silent Records vertrieben, zunächst als Cassetten, später als LPs. Silent Rec. wurde vom Mitmusiker Kim Cascone gegründet. Auch in dessen Nachfolgeband The Thessalonians war Thrasher als einer von zwei Percussionisten neben drei Keyboardern und einem Gitarristen beteiligt. Die Thessalonians haben in San Francisco Kultstatus erlangt und auch Platten auf Silent Records veröffentlicht; das Label hat sich bis heute zu einem bedeutenden Independent-Label entwickelt, wurde von Gründer Cascone aber 1996 verkauft.
Thrasher hat in Indien ab 1986 Klassische Indische Musik und Tabla bei Pandit Swapan Chaudhuri am Ali Akbar College of Music studiert und 1987 die Qawwali-Gruppe Thrasher Qawwal gegründet, die bis 1997 bestand. Trotz nur weniger Veröffentlichungen hatte die Band als eine der sehr wenigen westlichen Qawwali-Gruppen ihrer Zeit ein herausragendes Renommee. Thrasher tritt in diesem Kontext unter dem Künstlernamen Babalarrji auf.
Ab dem Jahr 1993 arbeitete Larry Thrasher für rund zehn Jahre mit Genesis P-Orridge nach dessen Übersiedlung in die USA. Allein bis 1997 entstanden in rascher Folge ein Dutzend Alben, die von Thrasher teils nur gemastert, teils komplett musikalisch ausgestaltet worden waren. Die Alben erschienen je nach Ursprung ihres Entstehens unter verschiedenen Gruppennamen: Psychic TV, Splinter Test oder Genesis P-Orridge & Larry Thrasher. Thrashers Beiträge sind facettenreich und reichen von Percussion über Ambient-Klangteppiche bis zu kompletten elektronischen Arrangements und Tonregie der Alben. 1999 wirkte er beim Abschiedskonzert von Psychic TV in London mit und auf dem 2007 erschienenen Studioalbum Hell is invisible... der als PTV3 reformierten Psychic TV, das bereits im Frühjahr 2006 von der damaligen Tourbesetzung eingespielt wurde, zu der Thrasher nicht zählt, wird er als Gastmusiker bei mehreren Stücken genannt.
Ab 1998 bildete Thrasher mit P-Orridge und dem Gitarristen Bryin Dall die Gruppe Thee Majesty, die erstmals im Oktober 1998 in Stockholm auftrat und der er bis heute formell angehört, wenngleich er angeblich aus finanziellen Gründen seit 2004 nicht mehr bei Auftritten der Gruppe in Erscheinung getreten ist und inzwischen von Eddie O’Dowd vertreten wird.
Thrasher ist an zahlreichen weiteren Projekten beteiligt, beispielsweise an der Acid-Jazz-Band Om Boys und dem Minimal-Noise-Projekt XX. Sein aktuellstes Projekt nennt sich Poo Poo Shoe und hatte am 20. Januar 2007 in Oakland seine Bühnenpremiere.

## Diskografie (Auszug)
The Thessalonians:
- The Black Field (Silent records) 1987
- Soulcraft (Silent records) 1991

Psychic TV:
- Trip Reset (Cleopatra Records) 1994
- Cathedral Engine (Dossier Records) 1994
- Electric Newspaper (CD-Serie) 1995–97
- Cold Blue Torch (Cleopatra Records) 1995
- Hell is invisible... Heaven is her/e 2007

Splinter Test:
- Thee fractured garden 1996
- Spatial Memories (Dossier Records) 1997

Thee Majesty:
- Time’s up 1999

| Personendaten    | Personendaten             |
| ---------------- | ------------------------- |
| NAME             | Thrasher, Larry           |
| KURZBESCHREIBUNG | US-amerikanischer Musiker |
| GEBURTSDATUM     | 1959                      |